# Habib Jafar
Habib Jafar Aqal, född 7 juli 1966 i Bagdad, är en irakisk före detta fotbollsspelare. Han har spelat flertalet turneringar för Iraks landslag, bland annat OS 1988 där han spelade i samtliga av Iraks tre matcher.
På klubblagsnivå spelade han bland annat för al-Talaba, Qatar SC, al-Ittihad (nu känd som al-Gharafa) och al-Wakrah.